# Trestonia bilineata
Trestonia bilineata là một loài bọ cánh cứng trong họ Cerambycidae.